# Seznam članov Slovenske akademije znanosti in umetnosti
Seznam rednih, izrednih, dopisnih in častnih članov Slovenske akademije znanosti in umetnosti.
Legenda: 
brez zvezdic: redni člani
* izredni (pred 1993 dopisni) člani
**(zunanji) dopisni člani (izven delovne sestave akademije)
***častni člani (ki niso bili obenem redni člani) in (***) redni in častni člani obenem

† pokojni člani 

## A
Gregor Anderluh - Lidija Andolšek-Jeras † - Ivo Andrić**† - Mihajlo Apostolski**† - Tatjana Avšič-Županc

## B
Tadej Bajd - Anton Bajec † - Aleksander Bajt † - Krešimir Balenović**† - Wolfganga Johannesa Bandion** - Derek Harold Richard Barton**† - Milan Bartoš**† - Janez Batis † - Tadej Battelino*- Milko Bedjanič † - Friedrich-Karl Beier**† - Aleksandar Belić**† - Alojz Benac**† - František Benhart**† - Arthur E. Bergles**† - Oton Berkopec † - Emerik Bernard † - France Bernik (***) † - Janez Bernik † - France Bevk † - France Bezlaj † - Michael Biggins** - Robert Blinc † - Milan Bogdanović**† - Jelena Vladimirovna Boldireva** - Jože Bole † - Matej Bor † - Nikolaj A. Borisevič**† - Marja Boršnik † - Pavel Bosák**- Ivan Brajdić**† - Vladislav Brajković**† - Ivan Bratko - Savo Bratos**† - Rajko Bratož - Mirko Bratuša - Matija Bravničar † - Bogdan Brecelj † - Mihael Brenčič* - Matej Brešar - Anton Breznik*† - Srečko Brodar † - Josip Broz-Tito***† - Miroslav Brzin † - Ernst Bruckmüller** - Zoran Bujas**† - Vaso Butozan**† -

## C
Ruben G. Carbonell**- Antonio Cardesa**- Henry R. Cooper mlajši**- Izidor Cankar † - Emilijan Cevc † - Reinhart Ceulemans**- Jyoti Chattopadhyaya** - Stojan Cigoj † - Johann Cilenšek**† - Ruben G. Carbonell**- James Watson Cronin**† - Dragotin Cvetko † -

## Č
Edhem Čamo**† - Franc Čelešnik*† - Bojan Čerček - Avgust Černigoj**† - Bojan Čop † - Vasa Čubrilović**† 

## Ć
Vlasta Ćosović **

## D
Mirko Deanović**† - Milan Dekleva - Otto Demus**† - Aleksandar Despić**† - Charles G. Dempsey**† - Milan R. Dimitrijević** - Martin Dimnik**† - Jovan Djordjević**† - Branislav Djurdjev**† - Ilija Djuričić**† - Davorin Dolar † - Metod Dolenc † - Vinko Dolenc † - Lojze Dolinar † - Wolfgang Dreybrodt**- Matija Drovenik † - Boris Drujan**† - Frieder Dünkel**- Ejnar Dyggve**†

## E
Markus Egg** - Norbert Elsner**† - Igor Emri

## F
Peter Fajfar - Arnold Feil** - Dušan Ferluga - Janez Fettich † - Alojzij Finžgar † - Fran Saleški Finžgar † - Kurt von Fischer**† - Aleksandar Flaker**† - Evald Flisar* - Rudolf Flotzinger** - Derek C. Ford** - Franc Forstnerič - Dereck Clifford Ford** - Aldo Franchini** † - Ivo Frangeš**† - Branko Fučić**† -

## G
Stane Gabrovec † - Franci Gabrovšek - Ivan Gams † - Kajetan Gantar † - Maksim Gaspari † -  Milovan Gavazzi**† - Manfred Geiger**- Leon Geršković**† - Ferdo Gestrin † - Otto F. Geyer**† - Gerhard Giesemann**† - Paul Gleirscher** - Velibor Gligorić**† - Josip Globevnik - Vinko Globokar** - Matija Gogala - Pavel Golia † - Ljubo Golič † - Wolfgang L. Gombocz** - Špela Goričan* - Jože Goričar † - Peter Gosar † - Igor Grabec - Anton Grad*† - Alojz Gradnik † - Bogo Grafenauer † - Ivan Grafenauer † - Niko Grafenauer - Stanko Grafenauer † - Drago Grdenić**† - Marc L. Greenberg** - Irena Grickat-Radulović**† - Vill Grimič (Vil Hrymyč)**† - Milan Grošelj † - Franc Gubenšek † - Ivan Gušić**† - Branimir Gušić**† - Herman Gvardjančič* - † - Ludvik Gyergyek †

## H
Maja Haderlap** - Dušan Hadži † - Jovan Hadži † - Stanislav Hafner**† - Erwin Louis Hahn**† - Nikola Hajdin**† - Duncan Haldane**- Tošihiro Hamano** - Peter Handke** - Christian Hannick** - Reinhard Härtel** - Ljudmil Hauptmann**† - Harald zur Hausen** - Philip G. Haydon** - Krsto Hegedušić**† - Milan Herak**† - Andrej Hieng*† - Janez Höfler - Jana Horvat* - Matija Horvat † - Lukas Conrad Hottinger**† - Valentin (Tine) Hribar - Miha Humar*

## I
Miodrag Ibrovac**† - Svetozar Ilešič † - Ljudevit Ilijanić**- Anton Ingolič † - Andrej Inkret † - Milka Ivić**† - Pavle Ivić**† -

## J
Božidar Jakac † - Rihard Jakopič † - Franc Jakopin † - Matija Jama † - Drago Jančar - Andrej Jemec - Peter Jenni** - Roman Jerala - Marko Jesenšek - Milan Jesih - Dimitrije Jovčić**† - Janko Jurančič † - Marko Juvan*

## K
Hans-Dietrich Kahl** - Boris Kalin † - Zdenko Kalin † - Vinko Kambič † - Stevan Karamata**† - Edvard Kardelj***† - Ludvik Karničar**- Alan R. Katritzky**† - Roman Kenk**† - Gabrijel Kernel † - Matjaž Kmecl - Dušan Kermavner*† - Taras Kermauner † - Boštjan Kiauta † - Boris Kidrič † - France Kidrič † - Hans-Dieter Klingemann** - Mile Klopčič † - Željko Knez - France Koblar † - Vanda Kochansky-Devidé**† - Franjo Kogoj**† - Jürgen Kohler** (r. 1953) - Milček Komelj - Blaže Koneski**† - Zoran Konstantinović**† - Georgi Konstantinovski** - Marjan Kordaš - Viktor Korošec † - Božidar Kos † - Gojmir Anton Kos † - Janko Kos - Milko Kos † - Ciril Kosmač † - Georg Kossack**† - Erwin Köstler** - Marko Kostrenčić**† - Silvin Košak**† - Fedja Košir*† - Alija Košir † - Lojze Kovačič † - Kajetan Kovič † - Juš Kozak † - Marija Kozar Mukič** - Marjan Kozina † - Venčeslav Koželj † - Hojka Kraigher - Dimitri Krainc** - Alojz Kralj - Andrej Kranjc † - Janez Kranjc - Miško Kranjec † - Jože Krašovec - Metka Krašovec*† - Stane Krašovec † - Josef Kratochvíl**† - Miroslav Kravar**† - Ivo Krbek**† - Bratko Kreft † - Ivan Kreft - Gojmir Gregor Krek † - Uroš Krek † - Leopold Kretzenbacher**† - Stanko Kristl † - Peter Križan* - Gustav Krklec**† - Miroslav Krleža**† - Anton Kuhelj † - Othmar Kühn**† - Filip Kumbatovič Kalan † - Ljubov Viktorovna Kurkina** - Niko Kuret † - Gorazd Kušej † - Radoslav Kušej † - Rudi Kyovsky † -

## L
Abel Lajtha**- Janez Lamovec - Reinhard Lauer** - Anton Lajovic † - Emmanuel Laroche**† - Ivan Lavrač*† - Božidar Lavrič † - Janko Lavrin**† - Lojze Lebič - Henry Leeming**† - Jean-Marie (Pierre) Lehn**- Rado L. Lenček**† - Janez Levec † - Anne L’Huillier** - Florjan Lipuš** - Thomas Luckmann**†  Feliks Lobe † - Janez Logar † - Valentin (Tine) Logar † - Zdravko Lorković**† - Radomir Lukić**† - Franc Ksaver Lukman*† - Pavel Lunaček † -

## M
Milan Maceljski**† - Jože Maček - Claudio Magris** - Boris Majer † - Ljubomir Madžar**- Desanka Maksimović**† - Sibe Mardešić**† - Tonko Maroević**† - Juraj Martinović**† - Mateja Matevski**† - Milko Matičetov † - Janez Matičič † - Janez Matjašič † - Igor Maver - Anton Mavretič**† - Ernest Mayer † - Anne McLaren**† - Esad Mekuli**† - Anton Melik † - Vasilij Melik † - Janez Menart † - Jože Mencinger † - Gian Carlo Menis** - Eugene Mylon Merchant**† - Boris Merhar † - Pavle Merkù**† - Roberto Merletti**- Kiril Micevski**† - Donald Michie**† - Dragan Mihailović* - Mihajlo Lj. Mihajlović**† - Slavko Mihalić**† - France Mihelič † - Milan Mihelič † - Janez Milčinski † - Lev Milčinski † - Josip Milič/Joseph Milich-Emili**† - Ivan Minatti † - Zdravko Mlinar - Jože Mlinarič † - Andre Mohorovičić**† - Vojeslav Molé**† - Henrietta L. Moore**- Dušan Moravec † - Wolf Moskovich** - Leszek Moszyński**† - Jožef Muhovič - Karl-Alexander Müller** - Hermann Müller-Karpe** † - Matija Murko**† - Marjan Mušič † - Marko Mušič - Zoran Mušič**† - Andrija Mutnjaković**

## N
Rajko Nahtigal † - Masayoshi Nakashima** - Mirjana Nastran Ule* - Vladimir A. Negovski**† - Erwin Neher** - Velimir Neidhardt** - Zdeněk Nejedlý**† - Robert Neubauer † - Rudolf Neuhäuser**† - Gerhard Neweklowsky**- Jean Nicod**† - Fabio Nieder** - Kazimierz Nitsch**† - Denis Noble** - Marko Noč* - Jean Nougayrol**† - Boris A. Novak - Franc Novak † - Grga Novak**† -

## O
Anton Ocvirk † - Niall O’ Loughlin** - Waclaw Olszak**† - Valentin Oman** - Janez Orešnik † - Karel Oštir † -

## P
Boris Pahor † - Luko Paljetak**† - Dimităr Panteleev**† - Elena Paoletti**- Vladimir Parpura** - Boris Paternu † - Tone Pavček † - Marijan Pavčnik - Branko Pavičević**† - Alfonz Pavlin*† - Todor Pavlov**† - Janez Peklenik † - Slobodan Perović**- Márton Pécsi**† - Leonid Persianinov**† - Anton Peterlin † - Robert Pfaller** - Alessandro (Sandro) Pignatti** - Raša Pirc - Jože Pirjevec - Leonid Pitamic † - Janez Plavec* -  Jože Plečnik † - Josip Plemelj † - Mario Pleničar † - Janko Pleterski † - Boris Podrecca** - Jože Pogačnik † - Heinz-Dieter Pohl** - Livio Poldini**† - Janko Polec † - Andrej Vladimirovič Popov**† - Dejan Popović**† - Ivan Potrč † - Bogdan Povh**† -  Vladimir Prelog**† - Stojan Pretnar † - Dušan C. Prevoršek**† - Otto Prokop**† - Tomaž Prosen* - Erik Prunč**† - Eugen Pusić**†

## R
Ivan Rakovec † - Alfred Rammelmeyer**† - Fran Ramovš † - Primož Ramovš † - Zoran Rant**† - Chintamani Ramachandra Rao** - Edvard Ravnikar † - Alojz Rebula † - Karl Heinz Rechinger**† - Ivan Regen**† - Jakob Rigler*† - Uroš Rojko* - Hans Rothe** - Carlo Rubbia** - Helmut Rumpler**† - Veljko Rus † -

## S
Renata Salecl - Harald Saeverud**† - Peter Safar**† - Marijan Salopek**† - Maks Samec † - Claude Sammut** - Pavle Savić**† - Cesare Scalon - Peter Scherber** - James Floyd Scott - Ferdinand Seidl* † - Brane Senegačnik* - Savin Sever*† - Iris ter Schiphorst** - Jakov Sirotković**†  Gregor Serša* - Roy Thomas Severn † - Yehuda Shoenfeld - Zorko Simčič - Primož Simoniti † - Uroš Skalerič † - Boris Sket † - Janez Sketelj - Petar Skok † - Anton Slodnjak † - Marko Snoj - Anton Sovré † - Liliana Spinozzi Monai - Slavko Splichal - Erik Valdemar Stållberg** - Siniša Stanković**† - Jan Stankowski**† - Janez Stanonik † - Marija Stanonik - Branko Stanovnik - Nadežda Starikova** - France Stelé † - (Johannes Jacobus=)Han Steenwijk** - Pavel Stern**† - Petar Stevanović**† -  Dimitrije Stefanović** - Jon Storm-Mathisen** - Jože (Joseph) Straus** - Franc Strle - Karl Stuhlpfarrer**† - Gabrijel Stupica † - Ivo Supičić** - Gunnar Olaf Svane**† - Saša Svetina - János Szentágothai**†

## Š
Jaroslav Šašel*† - Rudi Šeligo † - Alenka Šelih - Nina Šenk Kosem - Alojz Šercelj † - Jaroslav Šidak**† - Lucijan Marija Škerjanc † - Milan Škerlj † - Stanko Škerlj † - Jožica Škofic* - Janko Šlebinger*† - Makso Šnuderl † - Andrija Štampar**† - Peter Štih - Lujo Šuklje † -

## T
Michael Talbot** - Sergio Tavano** - Alois Tavčar**† - Igor Tavčar † - Alan John Percival Taylor**† - Biba Teržan - Lucien Tesniére**† - Miha Tišler † - Kosta Todorović**† - Bożena Tokarz** - Emil Tokarz** - Nikita Iljič Tolstoj**† - Rajko Tomović**† - Miha Tomaževič - Marko Topič* - Jože Toporišič † - Tomaž Toporišič* - Rudolf Trofenik**† - Jože Trontelj † - Anton Trstenjak † - Drago Tršar † - Dragica Turnšek †

## U
Zlatko Ugljen** - (Mirjana Ule Nastran*) - Felix Unger** - Jože Udovič † - Aleš Ušeničnik † -

## V
Sergej Ivanovič Vavilov**† - Lado Vavpetič † - France Veber*† - Aleksej Verkhratsky** - Ivan Verč**- Ivan Vidav † - Josip Vidmar (***) † - Milan Vidmar † - Sergij Vilfan † - John Villadsen** - Tomo Virk* - Peter Vodopivec - Lojze Vodovnik † - Vale Vouk**† - Anton Vratuša † - Igor Vrišer † - Dimitrije Vučenov**† - Saša Vuga †

## W
Marija Wakounig** - John S. Waugh**† - Joseph H. H. Weiler** - Anton Wernig** - Herwig Wolfram** - Frank Wollman**† - Karl Matej Woschitz** - Maks Wraber*† -

## Z
Marijan Zadnikar † - Franc Zadravec † - Dane Zajc † - Vilem Závada**† - Darja Zaviršek* - Anton Zeilinger** - Efim Zelmanov/Jefim Izakovič Zelmanov** - Boris Ziherl † - Ciril Zlobec † - Robert Zorec - Zinka Zorko † - Črtomir Zupančič † - Mitja Zupančič - Rihard Zupančič † - Anica Zupanec Sodnik*† - Fran Zwitter † -

## Ž
Boštjan Žekš - Andreja Žele - Slavoj Žižek - Andrej O. Župančič † - Oton Župančič †